# Onze-Lieve-Vrouw ter Hoyekerk

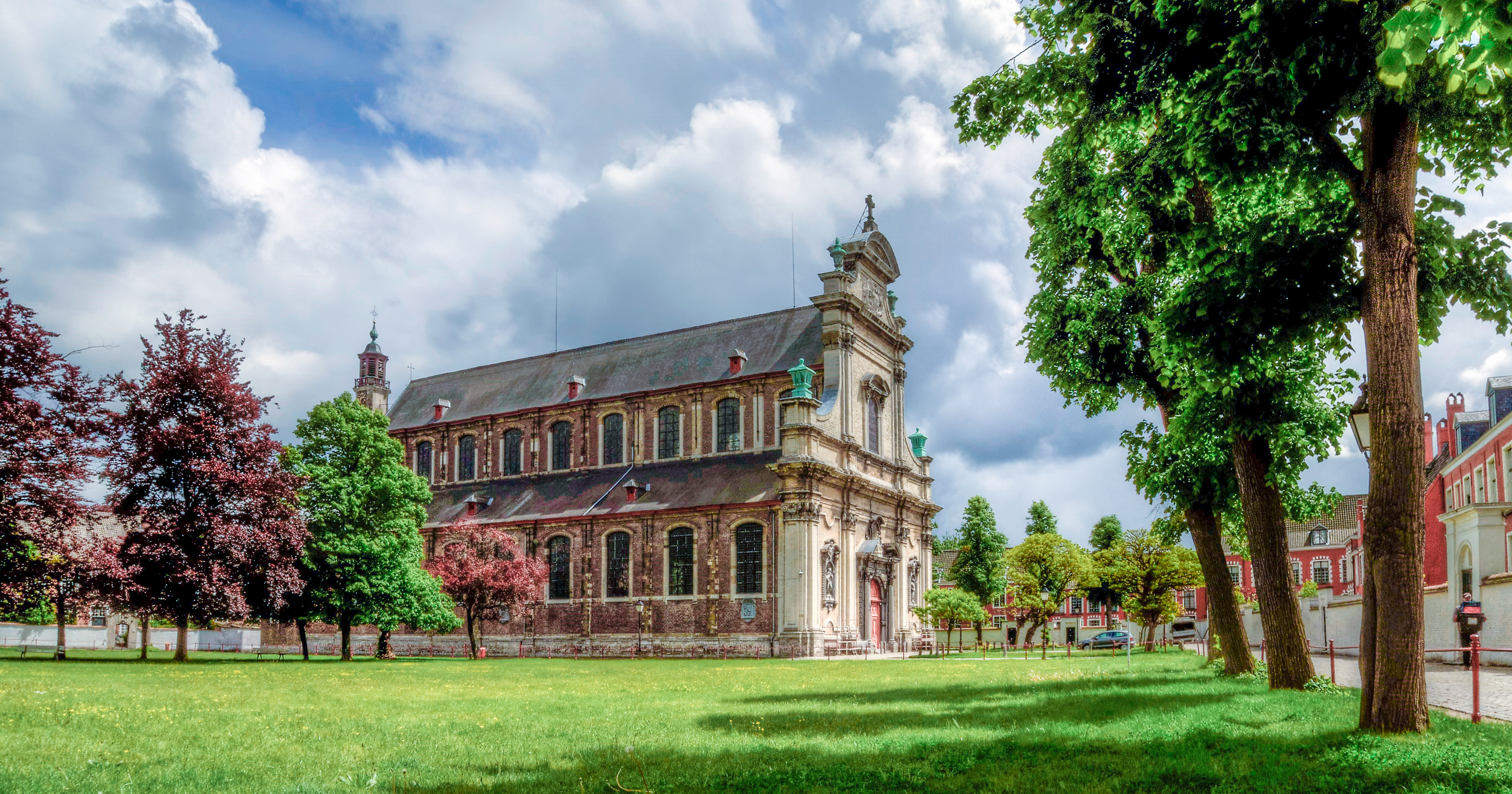
Onze-Lieve-Vrouw ter Hoyekerk

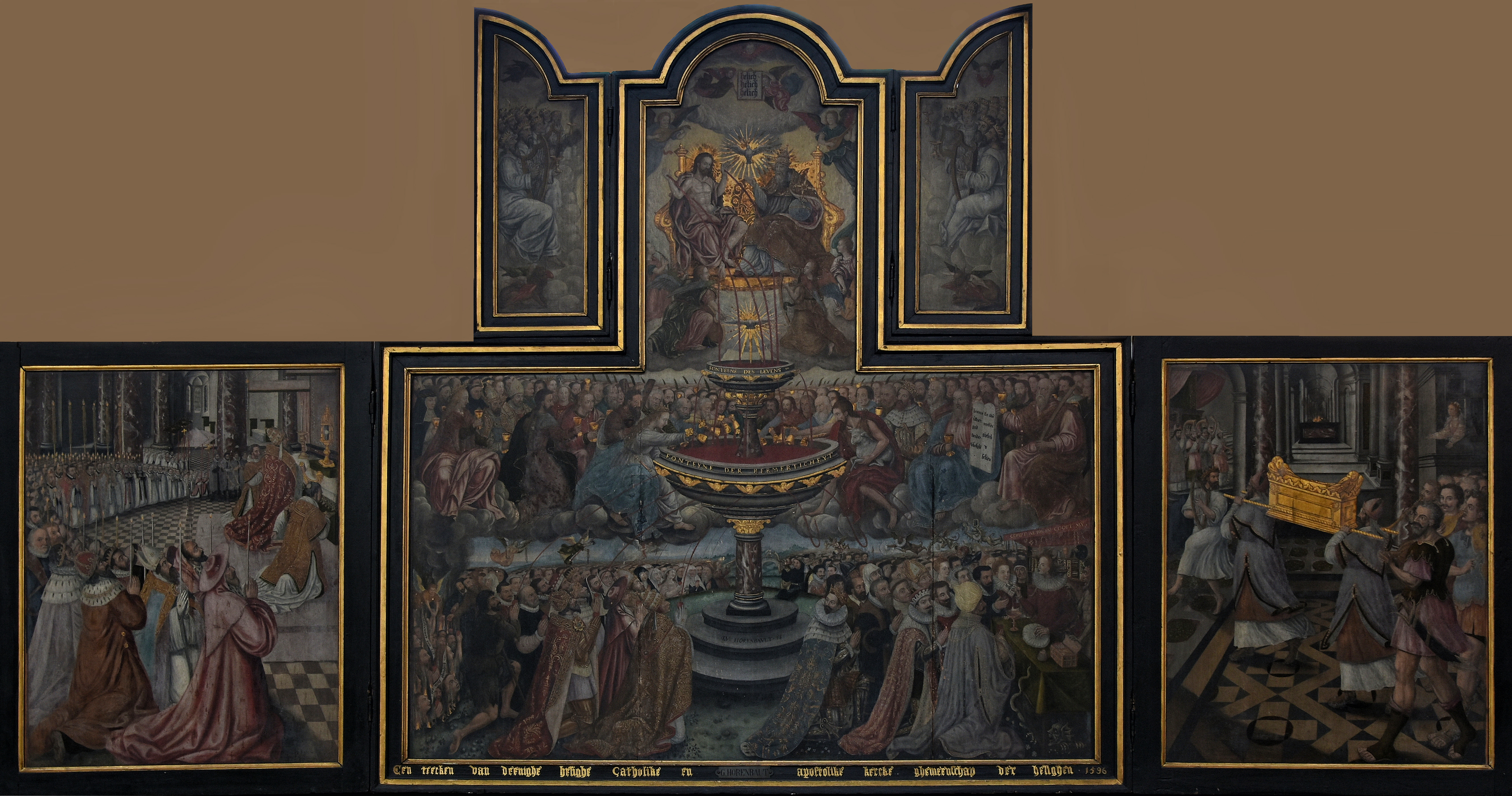
De fontein des levens van Lucas II Horenbout in de Onze-Lieve-Vrouw ter Hoyekerk

De Onze-Lieve-Vrouw ter Hoyekerk, ook Onze-Lieve-Vrouw Presentatiekerk genoemd (naar het schilderij in de linkerzijbeuk), is een kerkgebouw in de Belgische stad Gent. Ze maakt deel uit van het Klein Begijnhof Gent. Het begijnhof en de kerk hebben hun naam van een weiland dat men in de vroege middeleeuwen de ''Groene Hoye'' noemde.

## Bouwgeschiedenis
Oorspronkelijk stond hier een kapel die vernoemd wordt in een oorkonde uit 1262 van paus Urbanus V waarin hij aflaten schenkt voor de opbouw ervan. De bisschop van Doornik wijdde ze nog datzelfde jaar in en gravin Margaretha II van Vlaanderen schonk de kapel privileges. Van de middeleeuwse kerk zijn er geen documenten.
De constructie van de huidige kerk startte in 1658, ten tijde van grootjuffrouw Philipotte Dijsembaert en pastoor Rochus de Scheemaecker. Door geldgebrek sloot men de kerk vermoedelijk af met een houten gevel. Grootjuffrouw Isabelle Françoise van Hoorebeke hervatte de bouw. Haar plan om de kerk af te werken in barokstijl, stuitte op veel weerstand. De clerus bood weerstand en verkoos de sobere en oorspronkelijke renaissancestijl. Van Hoorebeke hield voet bij stuk; de barokke voorgevel werd in 1720 opgetrokken. De rijk versierde kerk vertoont een basicale plattegrond met drie beuken en een schip van acht traveeën en twee zijbeuken. De voorgevel is versierd met beelden van Maria met Kind (centraal), de heilige Aya en de heilige Godelieve.

## Interieur
In de kerk is een schilderij van Gaspar de Crayer te zien:  Onze-Lieve-Vrouw met vier vereerders, een polyptiek van Lucas II Horenbout: De Fontein des Levens, (1596) en in de linkerzijbeuk een schilderij van Nicolas de Liemaeckere: Onze-Lieve-Vrouw Presentatie (1644). Centraal, boven het hoogaltaar hangt een schilderij van Gaspar de Crayer Onze-Lieve-Vrouw met de vier vereerders. In de rechterzijbeuk is er een doek van Jan van Cleve te zien.
De kerk werd in 2014 opgenomen in de lijst van Bouwkundig Erfgoed.

## Galerij

Interieur van de kerk
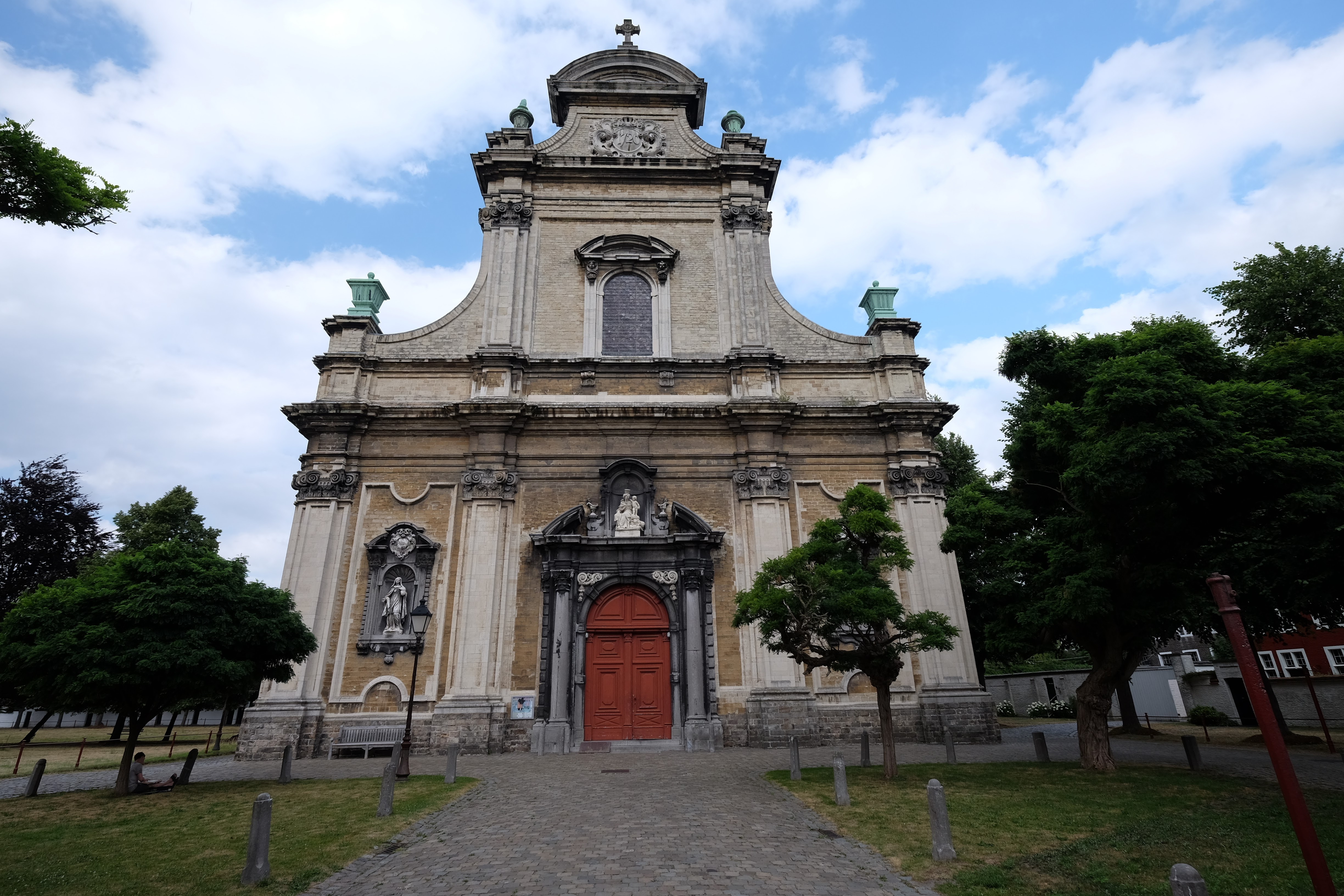
De voorgevel
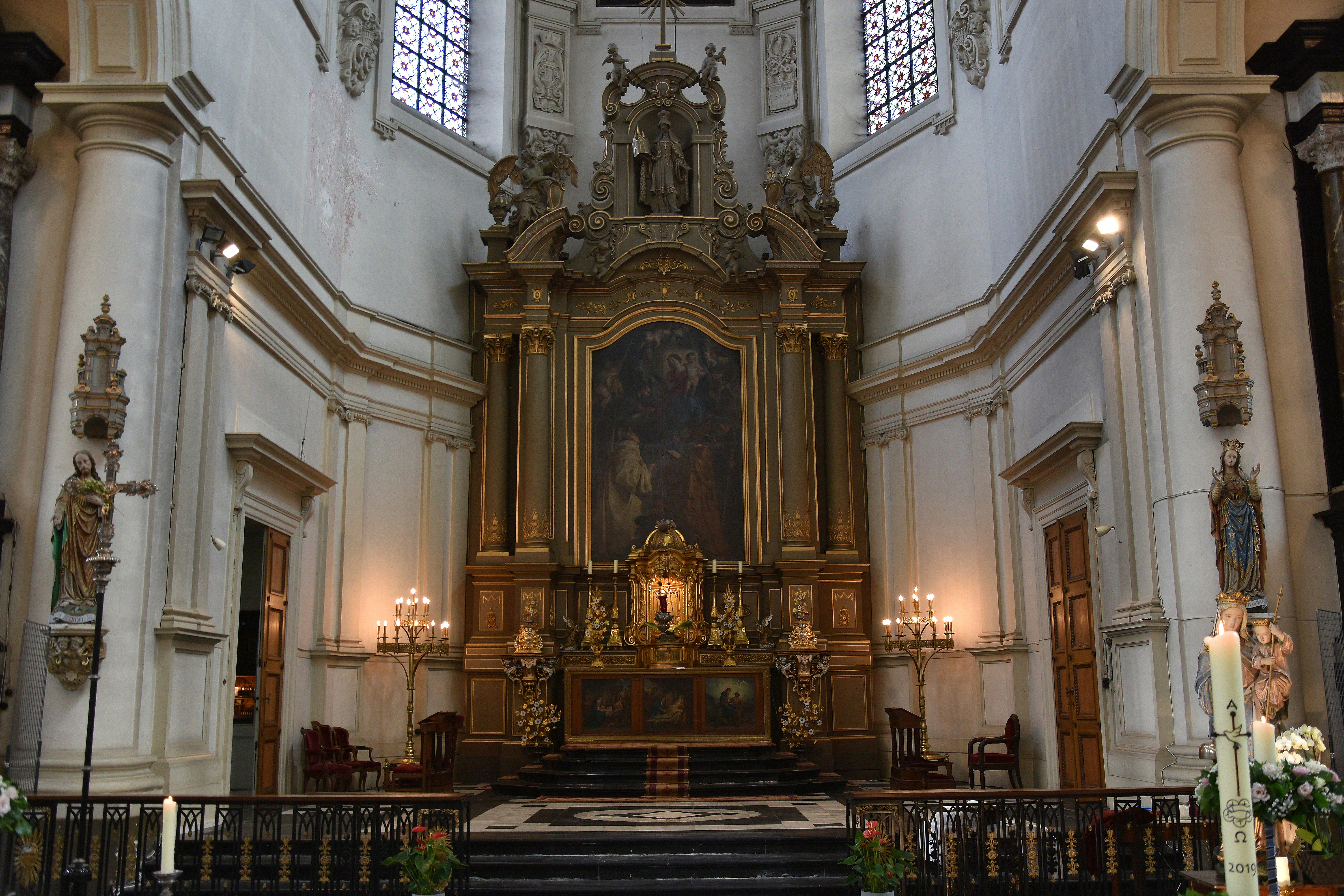
Het hoogaltaar
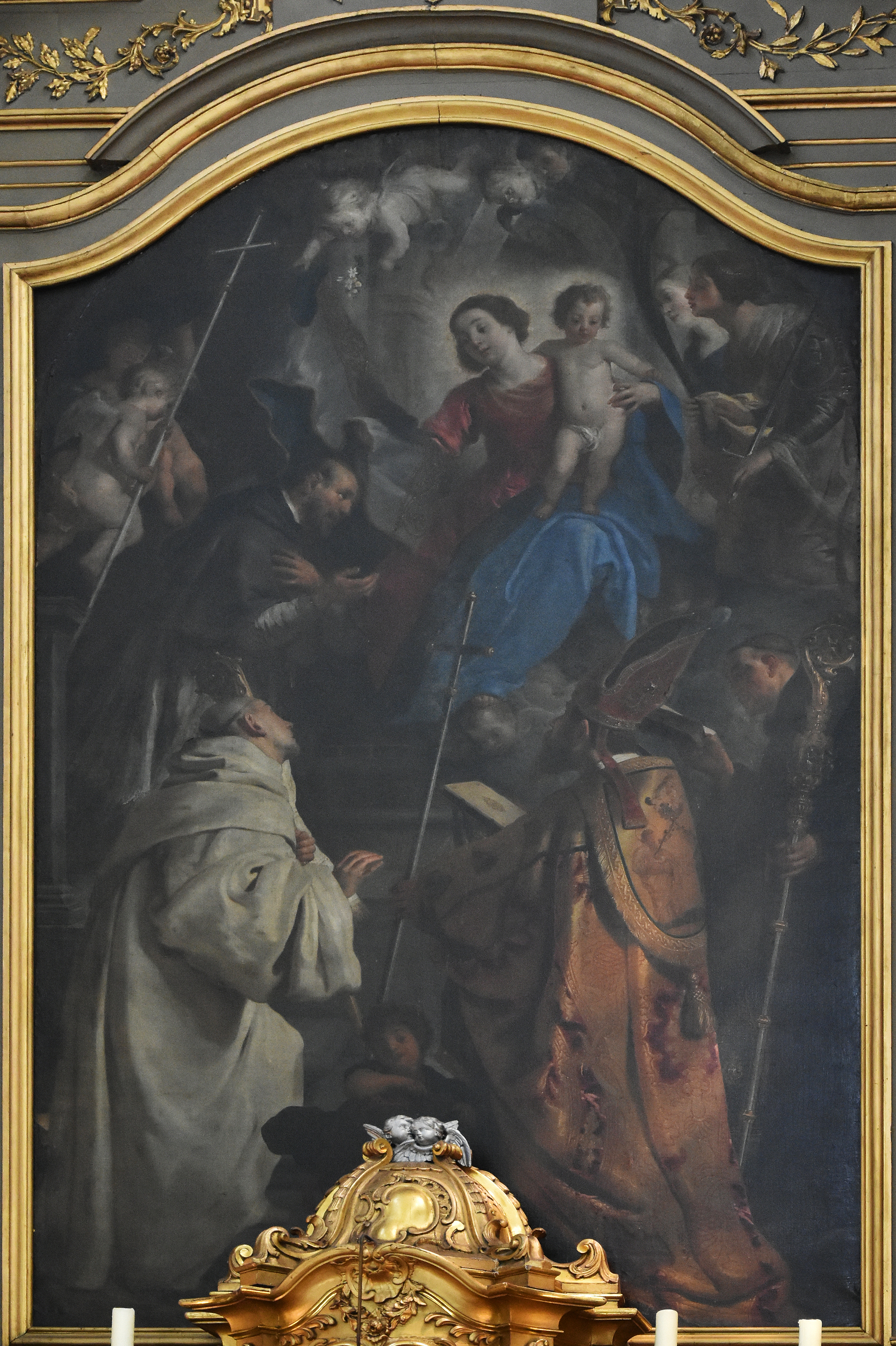
Onze-Lieve-Vrouw met de vier vereerders
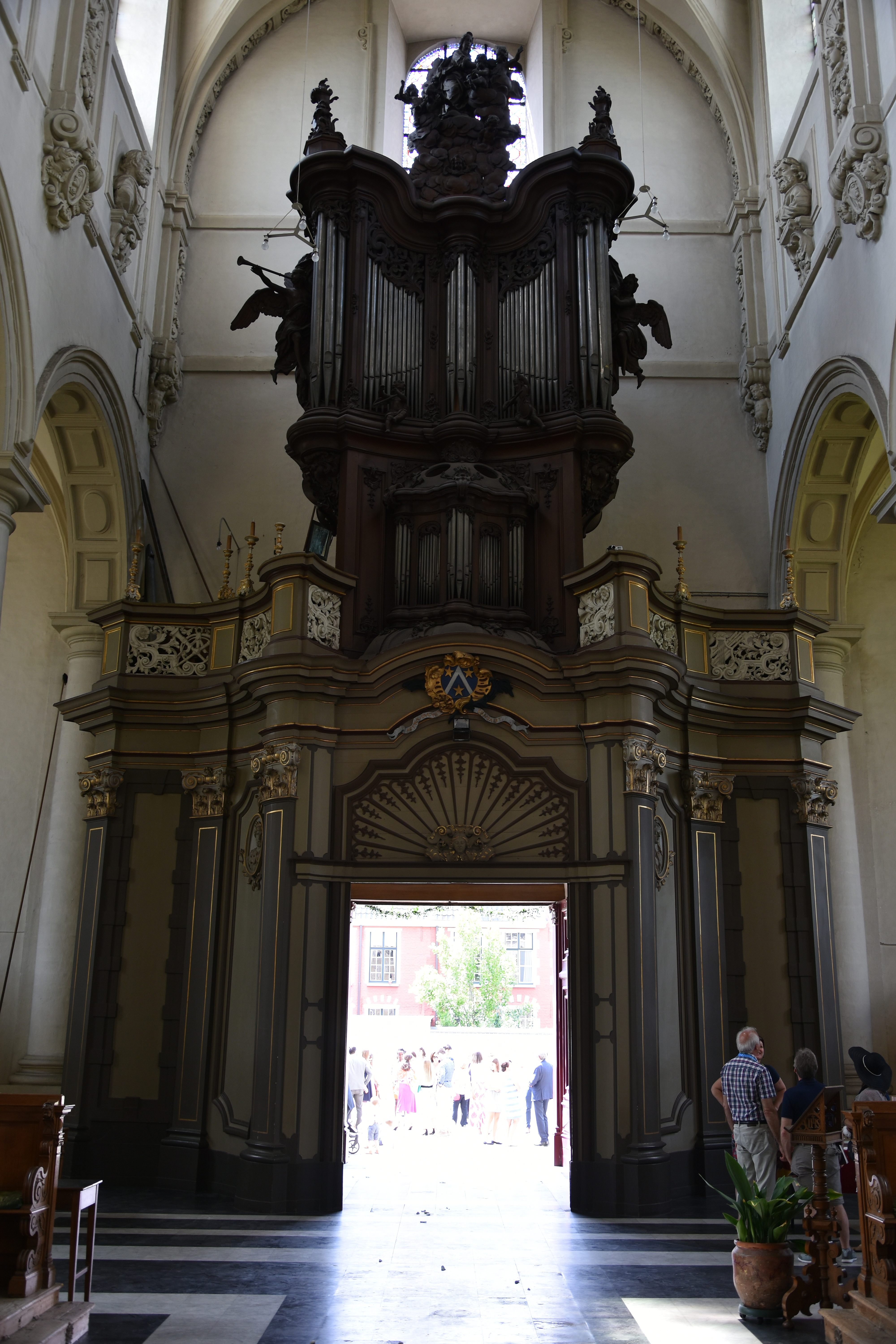
Het kerkorgel
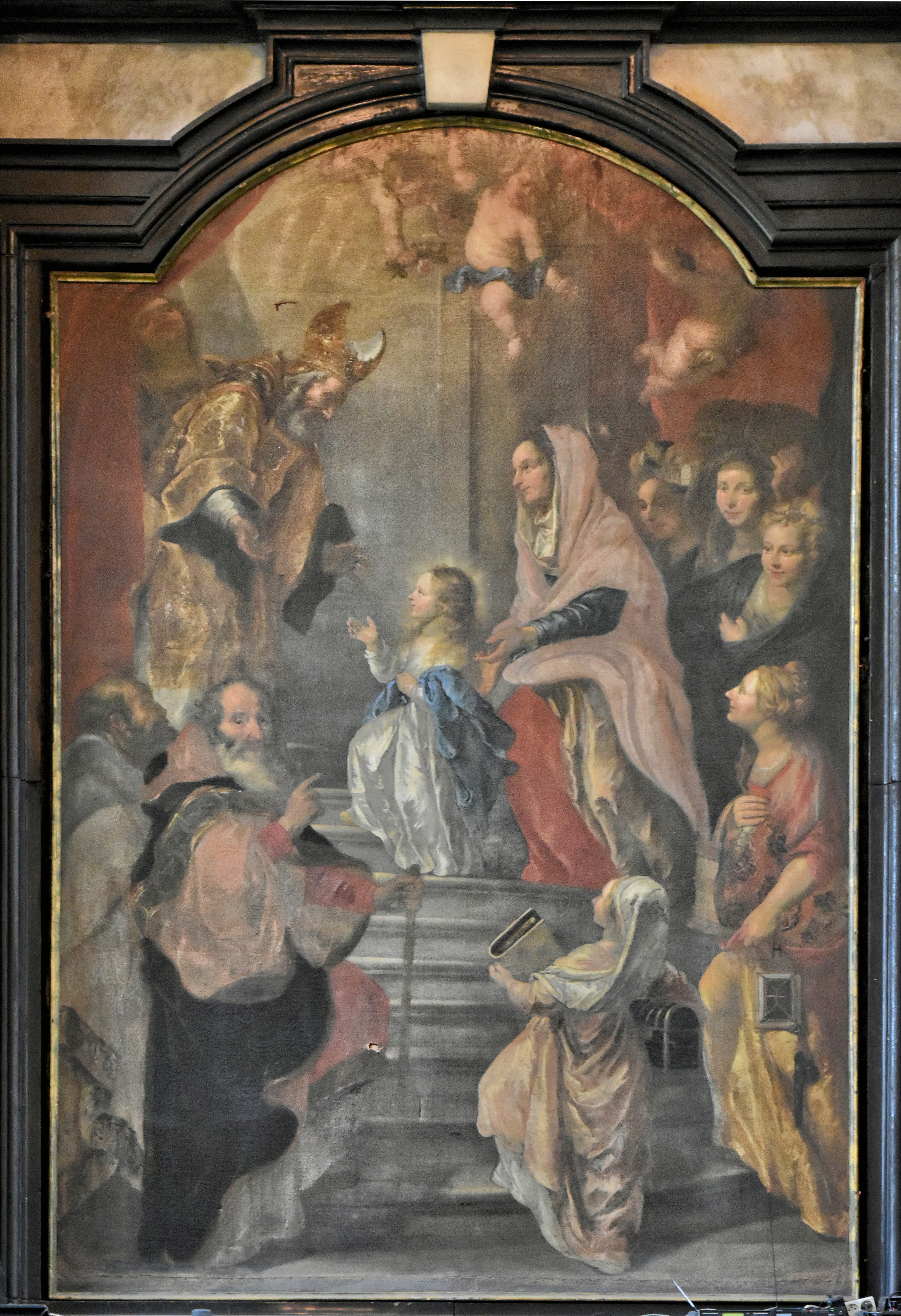
Onze-Lieve-Vrouw Presentatie
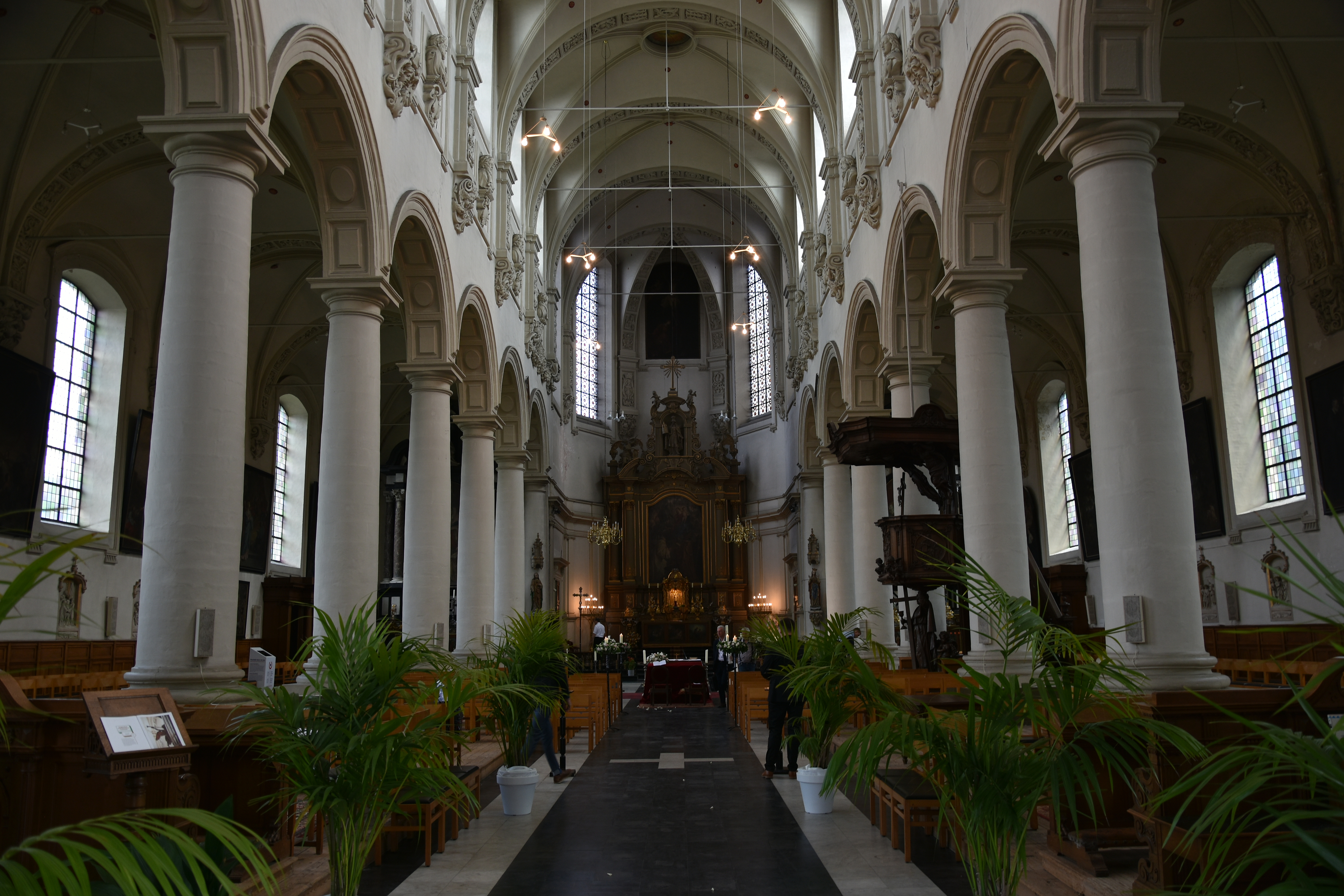
Het kerkschip